# Sint-Luciawinterkoning
De Sint-Luciawinterkoning (Troglodytes mesoleucus) is een zangvogel uit de familie Troglodytidae (winterkoningen). Het is een endemische vogelsoort van de Kleine Antillen in het Caraïbisch gebied. 

## Taxonomie
De soort werd in 1876 geldig beschreven door de Engelse vogelkundige Philip Sclater. Mesoleucus is Oudgrieks: μεσολευκος/mesoleukos wat vrij vertaald middelmatig of neutraal wit betekent. Dit taxon was lange tijd een ondersoort binnen de soortengroep van de noordelijke en zuidelijke huiswinterkoning. Echter, op grond van onderzoek gepubliceerd in 1998 en 2024 is de aparte soortstatus (wederom) verdedigbaar.

## Verspreiding en leefgebied
De soort is endemisch op het eiland Saint Lucia. In een uitgebreide studie uit 1998 vonden onderzoekers een populatie die mogelijk uit 100 individuen bestaat. De leefgebieden lagen in mangrovebos langs de kust, maar ook langs beken in struikgewas op berghellingen.